# قتل أتاتيانا جيفرسون
أتاتيانا كوكيس جيفرسون، هي امرأة بلغت من العمر 28 عام، أطلق عليها النار وقتلت في منزلها على يد رجل شرطة أبيض في فورت وورث بولاية تكساس، الولايات المتحدة، في صباح يوم 12 شهر أكتوبر عام 2019.
وقد وصلت الشرطة إلى منزلها بعدما استغاث جارها برقم الطوارئ قائلاً أن الباب الأمامي لبيت جيفرسون كان مفتوحاً.
وأظهرت لقطات الكاميرا الخاصة بالشرطة أنه عندما اقتربت من نافذتها لمراقبة الشرطة خارج منزلها، قام الشرطي آرون دين بإطلاق النار عليها وقتلها. وصرحت الشرطة بأنها عثرت على مسدس بالقرب من جثتها، الذي وفقا لقول ابن أخيها كان مصوب ناحيتها من خارج النافذة قبل إطلاق النار عليها.
قام دين في 14 أكتوبر عام 2019 بتقديم استقالته من قسم شرطة فورت وورث، وتم القبض عليه بتهمة جريمة قتل.
وقد أشارت منافذ الأخبار إلى وجود علاقة بينها وبين إطلاق النار في سبتمبر 2018. فكلاهما حدث في تكساس حيث تم إطلاق النار على شخص أسود في منزله على يد رجل شرطة أبيض.